# Цай Лунь

Виготовлення паперу за Цай Лунєм

Цай Лунь (кит.: 蔡伦, Cài Lún; 50 — 121) — китайський сановник династії Хань, якому приписується винахід паперу.

## З біографії
Цай Лунь народився в місті Лейян нинішнього округу Хен'ян провінції Хунань. 75 року євнухом потрапив до імператорського палацу. 105 року подав доповідь про удосконалення технології виробництва паперу. Імператор Хе Ді (Лю Чжао) надав йому високий титул та статки. Під час однієї з палацових інтриг за імператора Ань Ді Цай Лунь зазнав поразки й, аби не потрапити до в'язниці, покінчив життя самогубством, випивши отруту. Після смерті Цай Лунь був проголошений божеством паперової справи.

## Історія винаходу
До Цая папір у Китаї робили з волокон коноплі, а ще раніше з шовку, який виготовляли з бракованих коконів шовкопряда.
Цай Лунь розтовк волокна шовковиці, деревну золу, ганчірки та волокна коноплі. Все це він змішав з водою та виклав утворену масу на форму (дерев'яна рама і сито з бамбука). Після просушування на сонці, розгладжував масу за допомогою каменів. У результаті вийшли цупкі аркуші паперу.
Процес виробництва паперу став швидко вдосконалюватися. Для підвищення міцності паперу стали додавати різні інгредієнти, зокрема крохмаль, клей, природні барвники, тощо.

## Значення
Цай Лунь довгий час був відомий лише в Східній Азії. Завдяки його зусиллям цей матеріал для письма набув широкого використання. Виготовлення паперу сприяло швидшому розвиткові китайської цивілізації, зокрема поширенню писемності та літератури.
У 7 столітті китайська техніка виготовлення паперу була запозичена Кореєю, В'єтнамом та Японією. 751 року, після Таласької битви, в полон до арабів потрапили деякі китайські фахівці з виготовлення паперу. Таким чином за посередництва арабів ця технологія потрапила на Захід. У Європі папір став використовуватися з 12 століття.

## Галерея

Виготовлення паперу за методом Цай Луня
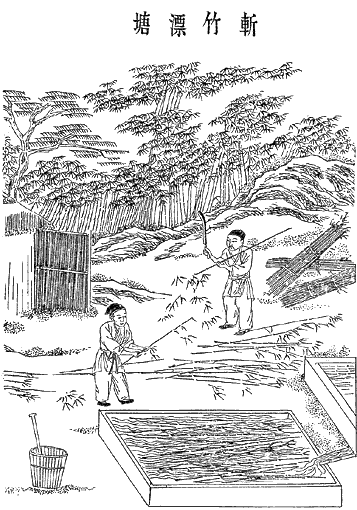
1
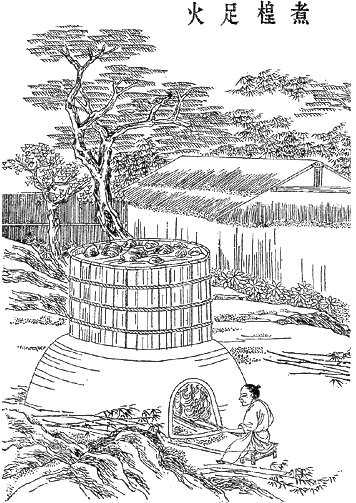
2
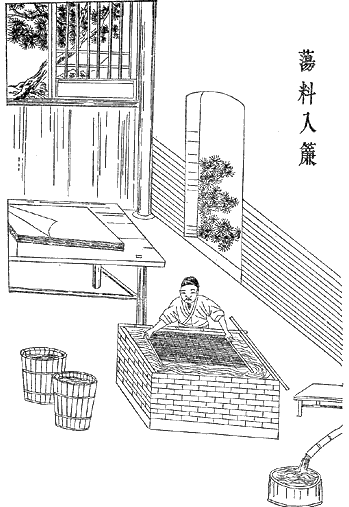
3
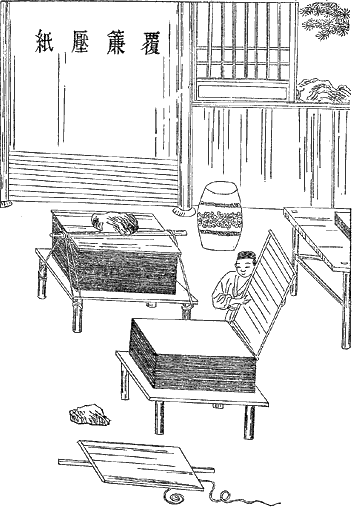
4
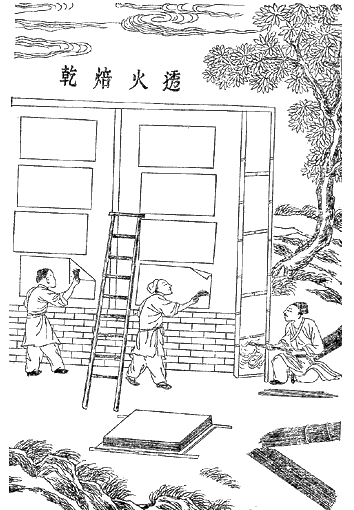
5